# Tallapoosa (Missouri)
Tallapoosa – miasto w Stanach Zjednoczonych, w stanie Missouri, w hrabstwie New Madrid.